# Teleocichla
Teleocichla is een geslacht van straalvinnige vissen uit de familie van de cichliden (Cichlidae).

## Soorten
- Teleocichla centisquama Zuanon & Sazima, 2002
- Teleocichla centrarchus Kullander, 1988
- Teleocichla cinderella Kullander, 1988
- Teleocichla gephyrogramma Kullander, 1988
- Teleocichla monogramma Kullander, 1988
- Teleocichla prionogenys Kullander, 1988
- Teleocichla proselytus Kullander, 1988